# 瓦兹河畔讷维尔
瓦兹河畔讷维尔（法語：Neuville-sur-Oise，法語發音：[nøvil syʁ waz] ⓘ）是法国法兰西岛大区瓦兹河谷省的一个市镇，属于蓬图瓦兹区。

## 地理
瓦兹河畔讷维尔（49°0'54"N, 2°3'33"E）面积4.25 平方千米，位于法国法蘭西島大區瓦兹河谷省，该省份为法国北部内陆省份，北起瓦兹省，西接厄尔省，南至塞纳-圣但尼省、上塞纳省和伊夫林省，东临塞纳-马恩省。
与瓦兹河畔讷维尔接壤的市镇（或旧市镇、城区）包括：塞尔吉、孔夫朗-圣奥诺里讷、莫尔库尔、埃拉尼、茹伊勒穆捷、沃雷阿勒。

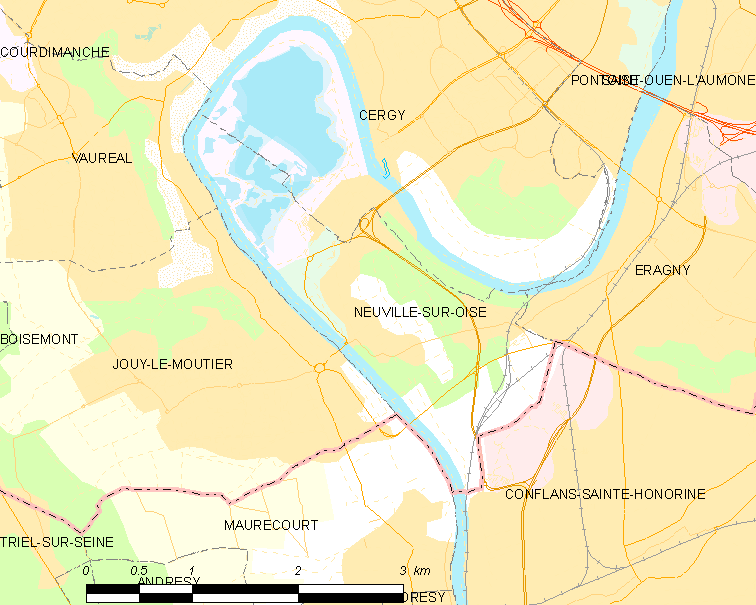
瓦兹河畔讷维尔的OSM定位图

瓦兹河畔讷维尔的时区为UTC+01:00、UTC+02:00（夏令时）。

## 行政
瓦兹河畔讷维尔的邮政编码为95000，INSEE市镇编码为95450。

## 政治
瓦兹河畔讷维尔所属的省级选区为塞尔吉第二县。

## 人口

1962-2008年间瓦兹河畔讷维尔人口变化图示

瓦兹河畔讷维尔于2022年1月1日时的人口数量为2089人。